# Фторид сурьмы(V)
Фторид сурьмы(V) — бинарное неорганическое соединение сурьмы и фтора с формулой SbF5, бесцветная маслянистая жидкость, энергично реагирует с водой.

## Получение
- Пропуская фтористый водород через нагретый оксид сурьмы:

{\displaystyle {\mathsf {Sb_{2}O_{5}+10HF\ {\xrightarrow {150-170^{o}C}}\ 2SbF_{5}+5H_{2}O}}}
- Фторирование трифторида сурьмы:

{\displaystyle {\mathsf {SbF_{3}+F_{2}\ {\xrightarrow {320-350^{o}C}}\ SbF_{5}}}}
- Вытеснение хлора из хлорида сурьмы фтористым водородом:

{\displaystyle {\mathsf {SbCl_{5}+5HF\ {\xrightarrow {}}\ SbF_{5}+5HCl}}}

## Физические свойства
Фторид сурьмы(V) — бесцветная маслянистая гигроскопичная жидкость, разлагается водой.
Во влажном воздухе образует кристаллогидрат SbF5•2H2O.

## Химические свойства
- Разлагается при нагревании

{\displaystyle {\mathsf {2SbF_{5}\ {\xrightarrow {>400^{o}C}}\ SbF_{3}+F_{2}}}}
- Реагирует с холодной водой:

{\displaystyle {\mathsf {SbF_{5}+H_{2}O\ {\xrightarrow {0^{o}C}}\ SbOF_{3}+2HF}}}
- и с горячей:

{\displaystyle {\mathsf {2SbF_{5}+5H_{2}O\ {\xrightarrow {100^{o}C}}\ Sb_{2}O_{5}\downarrow +10HF}}}
- Реагирует с щелочами:

{\displaystyle {\mathsf {SbF_{5}+6NaOH\ {\xrightarrow {}}\ Na[Sb(OH)_{6}]\downarrow +5NaF}}}
- С плавиковой кислотой образует гексафтороантимонат водорода:

{\displaystyle {\mathsf {SbF_{5}+HF+H_{2}O\ {\xrightarrow {0^{o}C}}\ H[SbF_{6}]\cdot H_{2}O\downarrow }}}
- С фторидами щелочных металлов образует комплексные соли гексафтороантимонаты:

{\displaystyle {\mathsf {SbF_{5}+NaF\ {\xrightarrow {}}\ Na[SbF_{6}]}}}

## Применение
- Фторирующий агент в органическом синтезе, в производстве фреонов и фторопластов.
- Катализатор полимеризации.
- Может быть использован для чисто химического (без электролиза) лабораторного получения свободного фтора[1]:

{\displaystyle {\mathsf {2K_{2}MnF_{6}+4SbF_{5}{\xrightarrow {150^{o}C}}4KSbF_{6}+2MnF_{3}+F_{2}\uparrow }}}.